# Caterina Giustinian
Caterina Giustinian (* vor 1315 in Venedig; † 1360 ebenda) war durch die Ehe mit dem Dogen Giovanni Dolfin von seiner Wahl am 13. August 1356 bis zu ihrem Tod Dogaressa der Republik Venedig. Sie starb vermutlich an der Pest, wie das Anfang 1360 aufgesetzte Testament ihres Ehemanns nahelegt. Dieser starb 1361.

## Leben

### Herkunft, Ehe
Der Name von Caterina Giustinians Vaters ist nicht bekannt, ihre Mutter hieß Agnesina. Damit lässt sie sich auch keinem der Zweige der großen und höchst angesehenen Familie Giustinian zuordnen, aber sie gehörte in jedem Falle zum höchsten Adel der Stadt. Bei der Wahl von Giovanni Dolfins Vorgänger Lorenzo Celsi war es Dolfin, der dem Kandidaten die niedrige Abstammung von dessen Frau vorgeworfen hatte, ein Nachteil bei der Wahl zum Dogen, den Giovanni Dolfin und seine Frau Caterina Giustinian in den Augen der führenden Familien nicht hatten.
Die Kinder, die Caterina Giustinian mit Giovanni Dolfin hatte, waren Piero, Franceschina, Costanza und Lucia, wie Holly S. Hurlburt meint. Andrea Da Mosto nannte hingegen noch sechs Kinder, neben den genannten waren dies ein Benedetto und ein Nicoletto. Hurlburt (S. 279 f., Anm. 20) führt dazu sinngemäß aus: Die Dogaressa Dolfin war die zweite Frau des Dogen. Die erste Frau stammte aus dem Zane-Clan, einer weiteren angesehenen Familie. Sie war die Mutter seiner Söhne Benedetto und Nicolo (womit sich der Widerspruch zu Da Mosto auflöst), wenn man seinem Testament folgt, ebenso wie möglicherweise von mehreren seiner Töchter. Aus demselben Testament des Dogen lässt sich entnehmen, dass Caterina Giustinian zu dieser Zeit bereits verstorben war. Der verwitwete Doge hatte mehrere minderjährige Kinder, einschließlich unverheirateter Töchter und eines weniger als 16 Jahre alten Sohnes. Nach dem Tod des Dogen sollte dieser Sohn bei der Mutter der einstigen Dogaressa, bei Agnesina Giustinian leben. Diese Einzelheiten deuten nach Auffassung der Autorin darauf hin, dass Caterina Giustinian nicht viel älter als 40 Jahre alt gewesen sein kann, als ihr Mann 1355 zum Dogen gewählt wurde.
Nach Gigliola Bianchini verhielt es sich noch ein wenig anders. Nach ihr hatte Giovanni Dolfin drei Söhne, nämlich Benedetto, Pietro und Nicolò. Fälschlicherweise sei auch ein Enrico zu seinen Söhnen gezählt worden, doch war dieser der Sohn des erstgeborenen Benedetto, der Lucia Contarini heiratete; somit war er Caterina Giustinians Enkel. Gemeinsam mit Lucia Contarini wurde er in San Zanipolo beerdigt. Von den vier Töchtern wurde Cataruccia Nonne in San Zaccaria; Costanza und Lucia wurden in jungen Jahren mit Zanino Michiel, bzw. Marco Morosini da S. Giovanni Novo verheiratet. Franceschina heiratete mit zwölf Jahren Bertucci Contarini da S. Aponal (er stammte also aus der Linie der Contarini von Sant’Aponal).
Noch im 18. Jahrhundert fehlte die Ehefrau Giovanni Dolfins in manchen Quellen, wie etwa in der Handschrift Dolfin Gradenigo n. 66 Le donne veneziane, die Pompeo Gherardo Molmenti in seinem Opus La dogaressa di Venezia von 1887 aufführt.

### Dogaressa (1356–1360)
Giovanni Dolfin wurde am 13. August 1356 in Abwesenheit zum Dogen gewählt, wenn auch Bedenken bestanden, ob der auf einem Auge im Kampf Erblindete für das Amt geeignet wäre. Zum Zeitpunkt seiner Wahl befand sich Dolfin in der von ungarischen Truppen belagerten Stadt Treviso. Dort riskierte der Kriegsverletzte einen Ausfall mit mehreren Hundert Mann und konnte so das venezianische Mestre erreichen. Auf einer Barke fuhr er zur Insel San Secondo, wo er kurz Aufenthalt nahm. Dort wurde er feierlich mit dem Bucintoro abgeholt, dem prunkvollen Staatsschiff Venedigs. Am 25. August wurde er auf dem Markusplatz von den Venezianern empfangen. Dolfin zog nun, zusammen mit seiner Frau Caterina Giustinian, feierlich in den Dogenpalast ein. Dass beide gleichzeitig dieser Zeremonie unterzogen wurden, wurde später vermieden, um keinen allzu monarchischen Eindruck zu hinterlassen.
Im Februar 1360 kehrte die Pest, die dort zwölf Jahre zuvor gewütet hatte, nach Venedig zurück. Ihr fielen diesmal zahlreiche Kinder zum Opfer, während zwölf Jahre zuvor mehr Erwachsene gestorben waren. Auch der Doge diktierte am 25. Juli 1360 sein Testament dem Großkanzler Benintendi de’ Ravegnani, nachdem sein ältester Sohn und seine Frau der Epidemie zum Opfer gefallen waren, wie Gigliola Bianchini annimmt. Der Doge erholte sich zwar noch, doch starb er schließlich am 22. Juli 1361. Caterina Dolfin wurde bildlich auf der Urne ihres Mannes dargestellt.